# Scoparia petrina
Scoparia petrina là một loài bướm đêm trong họ Crambidae.